# Władysław Starzak
Władysław Starzak (ur. 8 kwietnia 1895 w Krakowie, zm. 1 listopada 1941 w Auschwitz-Birkenau) – działacz społeczno-polityczny, poseł na Sejm III i IV kadencji.

## Życiorys
Służył w Legionach Polskich; kapitan rezerwy. W latach 1928–30 był urzędnikiem w Prezydium Rady Ministrów. Poseł na Sejm III i IV Kadencji (1930–1938) II RP z listy Bezpartyjnego Bloku Współpracy z Rządem. Długoletni prezes Kolejowego Przysposobienia Wojskowego (1929-1936), wiceprezes ZG Związku Legionistów Polskich, wiceprezes ZG Rodziny Kolejowej. Przebywał na Pawiaku (1 marca - 14 sierpnia 1940), pierwszym transportem wywieziony do Auschwitz-Birkenau (15 sierpnia 1940 - 1 listopada 1941).